# Vint-i-setena esmena de la Constitució dels Estats Units
La Vint-i-setena Esmena (en anglès Twenty-seventh Amendment) de la Constitució dels Estats Units prohibeix que cap llei augmenti o disminueixi el salari dels membres del Congrés dels Estats Units i pugui prendre efecte abans que es realitzi una elecció de Cambra de Representants dels Estats Units. És la més recent de les esmenes a la constitució. Va ser ratificada en 1992, 202 anys, 7 mesos i 12 dies després d'haver-se iniciat el procés el 1789.

## Text
El text de la vint-i-setena esmena a la constitució dels Estats Units diu així:
| « | (català) Cap llei que variï la remuneració dels serveis dels senadors i representants tindrà efecte previ a què s'hagi realitzat una elecció de representants. | (anglès) No law, varying the compensation for the services of the Senators and Representatives, shall take effect, until an election of Representatives shall have intervened. | » |